# 自由软件历史
在1950和1960年代，用户通常会在购买硬件时一同获得电脑操作系统和编译器而无需额外支付费用。当时，源代码会被和软件一起提供，以便用户进行 debug 和给软件添加新功能。
计算机最先在大学等机构内普及，而大学对软件进行的修改也会按照学术原则被公开地分享，此时，相关组织如雨后春笋般涌现。 然而，当大规模的操作系统逐渐成熟时，允许修改操作系统的组织数目便开始减少了。然而，实用程序和其他为操作系统添加功能的应用依旧被共享，新的组织也开始形成以推广软件共享。

## 1980年代前的自由软件
在1950至1960年代，几乎所有软件都是由从事学术的研究人员写作开发的，并通常公有领域软件释出。由于软件需要经常性的进行修改，如：为了适配新的操作系统或硬件、修正错误及增加新功能，软件的源代码一般都会与软件一起提供。
1953 在雷明頓蘭德公司的 UNIVAC 上开发的 A-2 系统在向用户释出时附上了源代码。用户被邀请将他们的改进发给 UNIVAC。因此 A-2 被认为是第一个自由及开放源代码软件。
此时，几乎所有 IBM 主机的软件也会附上源代码。其用户也成立相关组织从事软件共享活动，如：IBM 701 用户的 SHARE，以及迪吉多 (DEC) 用户的 DECUS。 原本由通用汽车公司开发的SHARE 操作系统的 IBM709 和 7090 版本也由 SHARE 进行分发。
一些大学计算机实验室有要求所有安装在电脑上的程序都一定要和源代码一起分发的规定。
1975年在 Dr. Dobb's Journal 杂志上发表的 Tiny Basic 及其后续更新亦是一自由软件及在无组织的情况下进行协同开发的例子。
1960年代，为发展电信网络协议，具有 ARPANET 访问权限的研究人员发起了名为征求意见稿的一系列备忘录，该备忘录非常类似于开源标准并促进了因特网在1969年的出现。
一些在1970年代开发的自由软件，至今被在持续开发及实用，例如 TeX（由高德纳开发）和 SPICE。

### 自由软件式微
1960年代末，出现了一些变化，操作系统和编译器出现的同时，软件生产费用相对于硬件大幅增加。 正在发展的软件产业开始和硬件制造商的捆绑软件进行竞争；因为后者的开发费用被包含于硬件费用中，所以租借的机器在没有支付软件费用的时候依旧需要软件的支持，而一些能够更好的满足自己需要的用户不希望因为硬件商开发捆绑软件导致硬件费用上升。在1969年1月17日的美利坚合众国对 IBM 的反垄断诉讼中，美国政府指控捆绑软件是反竞争的。 与此同时，虽然有一些软件依旧免费提供，但越来越多的软件只在限制性的许可证下销售。
在1970年代早期，AT&T 免费地向政府和学术研究人员分发早期版本的 UNIX，但并没有提供重新分发或分发修改后的版本的许可，因此并非现代意义上的自由软件。1980年代，UNIX 的使用变得更加广泛，而 AT&T 在此时停止了 UNIX 的免费分发，并且开始为系统补丁收费。因为切换到一个新的构架相当困难，大多数研究人员只得选择支付商业许可证。
在1970与80年代之交，电脑销售者及软件公司开始例行公事地为软件许可证收费，并将软件作为“编程产品”上市，同时对新软件的开发通过版权、商标以及用户协议施加法律限制。1976年，比尔·盖茨发表致爱好者的公开信，在信中，他表达了对爱好者们肆意复制微软产品 Altair BASIC 而未支付许可证费用的行为的沮丧。1979年，鉴于销售 UNIX 或有利可图，AT&T 开始强力推行其许可证。在一日期为1983年2月8日的公告信中，IBM 宣布改变了其政策，不再会在提供软件的同时提供源代码。

## 1980和1990年代

### 非正式的软件共享依旧继续
然而，依旧有人想要和其他程序员及/或用户无偿地分享软件，他们被称为“业余爱好者”或“黑客”。
在因特网被广泛使用之前，依旧有一切其他办法完成源代码的共享。比如，在电脑杂志上刊登（出名的杂志包括 《Creative Computing》、《SoftSide》、《Compute!》、《Byte》等），或者在电脑编程书籍中列出，（如《BASIC 电脑游戏》。虽然仍受版权保护，带有注释版本的Atari 8位家族的几个重要软件的源代码也被在大量书籍中出版，包括Atari BASIC Source Book（完整的 Atari BASIC 源码）和 Inside Atari DOS（完整的 Atari DOS 源码）。

#### SHARE 程序库和 DECUS 磁带
成立于 1955年的 SHARE 用户组织，开始收集和分发自由软件。首个由 SHARE 发布的文档可以追溯到1995年10月17日。“SHARE 程序库代理”("SHARE Program Library Agency" ) 发布有关软件的信息，并且主要是在磁带上发布。
1980年代初，DECUS tapes成为了一种为世界性的自由软件交换系统。

### 自由软件运动之始
1983年，理查德·斯托曼 发起了 革奴计划以编写一可以不受限制使用源代码的操作系统。
发起这项运动的部分原因是一打印机的功能无法被正常修复，而这是因为用户被阻止使用其源代码。
斯托曼在1985年出版了 GNU宣言，在文中，他描述了格奴计划的愿景和自由软件的重要性。
另一可能的发起革奴计划以及推出 GNU 宣言的原因是斯托曼和 Symbolics, Inc. 的矛盾。 
在启动这项运动后，斯托曼使用了已经存在的术语“free software”（自由软件）。在1986年，为了推广《自由软件定义》，他建立了自由软件基金会。
1989 年，该基金会发布了第一版的GNU通用公共许可证，并在1991年发布了进行了少量更新的第二版。
1989年，一些 GNU 的开发者建立了 Cygnus Solutions 公司。
GNU 的系统核心（GNU Hurd）的开发被一直推迟，但是其他的组件却在1991年完成。这当中就包括GNU编译器套裝、GNU Debugger 和 GNU Emacs。

### Linux (1991–)
林纳斯·托瓦兹在1991年发布了Linux 内核，并且允许其他人自由地修改源代码。当时的协议并非自由软件协议，但在1992年2月，托瓦兹使用了GPL协议重新发布了 Linux 的0.12版本。因为形似 unix，这个内核吸引了当时很多编程志愿者的注意。在这之前，因为 GNU 当中项目没有合适的系统内核，所以当时并不存在完全自由的操作系统。Linux 和其他几乎已经完成的 GNU 操作系统的部件的结合制造出了第一个真正是自由软件的操作系统。
1993 伊恩·默多克发起的 Debian GNU/Linux 项目明确地促进了 GNU 和自由软件协会的自由软件原则。Debian 开发者的原则在《Debian 社群契约》正因如此，Debian 项目和自由软件协会有着密切的联系，并在1994-1995年受到了自由软件协会的支持。1997年，前 Debian 项目领导人布鲁斯·佩伦斯协助建立了意在协助其他组织创建及分发自由开源软件及开源硬件的非营利组织 Software in the Public Interest。
1996年起，Linux 内核开始包含有版权保护的部件，所以它不再是完全的自由软件了。
因此，在2008年，拉丁美洲自由软件协会移除了 Linux 当中的受著作权保护的成分，发布了Linux-libre。
现在，许多商业机构提供个性化的基于 Linux 的产品，并提供商业协助。1990和2000年代中，越来越多的政府机构和商业组织开始采用 Linux。在英语国家中，Ubuntu 及其衍生版本成为了非常流行的Linux发行版。
因为历史问题，Linux 的命名存在着争议，Linux 社区主张直接称呼这个操作系统为“Linux”，但革奴计划的发起人斯托曼却更主张使用“GNU/Linux”的名称。

### “.com”的时代（1990年代後期）
1990年代中期，随着很多基于网站的公司的建立，自由软件逐渐成为了网络服务器的流行选择。Apache HTTP Server 在当时成为了最流行的服务端软件，直至2017年，其依旧是活跃的网站中最流行的选择。
LAMP是服务器的一种流行的配置，即以 Linux 为操作系统，Apache提供 http 服务，MySQL 维护数据库，PHP作为提供动态网页的脚本语言。现今，Nginx 开始在部分领域取代了 Apache。

### “开源”一词的出现
1997年，埃里克·雷蒙出版了大教堂与市集，他在这本书中分析了黑客社区和自由软件的原则。这个作品促使了网景公司在1998年将该公司的网络套件以自由软件的形式释出。
网景公司的行动促使了雷蒙等人开始探索如何将自由软件原则带入商业软件产业中；雷蒙等人认为 FSF 社群的相对激进的观点并不能很好地吸引诸如网景的大公司，所以他们希望能够更换一种宣传方法，从而可以进一步强调分享源代码的商业价值。
在一次于帕羅奧圖举行的会议中，为了回应网景公司的开放源代码的行为，“开源” ("open source") 一词被一些自由软件运动的参与者接受。这次会议的参加者包括提出“开源”这一名词的克莉丝汀·彼得森、乔恩·霍尔、迈克尔·蒂曼和埃里克·雷蒙。
The term was given a big boost at an event organized in April 1998 by technology publisher Tim O'Reilly. Originally titled the "Freeware Summit" and later named the "Open Source Summit", the event brought together the leaders of many of the most important free and open source projects, including Linus Torvalds, Larry Wall, Brian Behlendorf, Eric Allman, Guido van Rossum, Michael Tiemann, Paul Vixie, Jamie Zawinski of Netscape, and Eric Raymond. At that meeting, the confusion caused by the name free software was brought up. Tiemann argued for "sourceware" as a new term, while Raymond argued for "open source". The assembled developers took a vote, and the winner was announced at a press conference that evening. Five days later, Raymond made the first public call to the free software community to adopt the new term. The Open Source Initiative was formed shortly thereafter. According to the OSI Richard Stallman initially flirted with the idea of adopting the open source term. But as the enormous success of the open source term buried Stallman's free software term and his message on social values and computer users' freedom, later Stallman and his FSF strongly objected the OSI's approach and terminology. Due to the rejection of Stallman of the term open source software, the FOSS ecosystem is being divided in its terminology, see also Alternative terms for free software. For example, a 2002 FOSS developer survey revealed that 32.6% associate themselves with OSS, 48% with free software, and 19.4% in between or undecided. Stallman still maintained, however, that users of each term were allies in the fight against proprietary software.
On 13 October 2000, Sun Microsystems released （页面存档备份，存于） the StarOffice office suite as free software under the GNU Lesser General Public License. The free software version was renamed OpenOffice.org, and coexisted with StarOffice.
On the end of 1990s, the term "Open source" gained much traction in public media and acceptance in software industry in context of the dotcom bubble and the open-source software driven Web 2.0.